# Niarchos scutatus
Espèce
Niarchos scutatus est une espèce d'araignées aranéomorphes de la famille des Oonopidae.

## Distribution
Cette espèce est endémique de la province de Napo en Équateur,. Elle se rencontre à Yanayacu entre 2 130 et 2 140 m d'altitude.

## Description
Le mâle holotype mesure 1,41 mm et la femelle 1,76 mm.

## Publication originale
- Platnick & Dupérré, 2010 : The Andean goblin spiders of the new genera Niarchos and Scaphios (Araneae, Oonopidae). Bulletin of the American Museum of Natural History, no 345, p. 1-120 (texte intégral).